# Солнечное затмение 2 октября 2024 года
Солнечное затмение 2 октября 2024 года — кольцеобразное солнечное затмение 144 сароса, кольцеобразную фазу которого можно было наблюдать на юге Южной Америки, а также в центральной и юго-восточной зонах акватории Тихого океана.

## Обстоятельства видимости затмения
Это солнечное затмение представляет собой повторение через сарос кольцеобразного солнечного затмения 22 сентября 2006 года. Полоса кольцеобразной фазы начнётся в акватории Тихого океана в точке с координатами примерно 9° с. ш. и 168°52’ з. д. Оттуда полоса центральной фазы пойдёт сначала в восточном, а затем в юго-восточном направлении, пересечёт экватор в точке с координатами примерно 0° и 136°12’ з. д. В той же акватории, в точке с координатами 21°57’30" ю. ш. и 114°28’12" з. д. в 18 ч. 46 мин. 13 сек. по Всемирному времени наступит наибольшая фаза затмения. После этого полоса кольцеобразной фазы, продолжая следовать на юго-восток, дойдёт до южной части Южной Америки в точке с координатами примерно 47°24’ ю. ш. и 74°30’ з. д., пройдёт по территории Чили и Аргентины и выйдет в акваторию Атлантического океана, где и закончится в точке с координатами примерно 50°12’ ю. ш. и 34°06’ з. д.
Частные фазы затмения будут видны на большей части акватории Тихого океана (кроме его северной, западной, юго-западной зон и той его зоны, что омывает Центральную Америку и север Южной Америки), в южной части Южной Америки (Чили, Аргентина, Уругвай, Парагвай, центральные и южные районы Боливии, южные районы Перу и Бразилии) и в крайней юго-западной зоне акватории Атлантического океана.
Основные населённые пункты, где можно наблюдать кольцеобразное затмение:

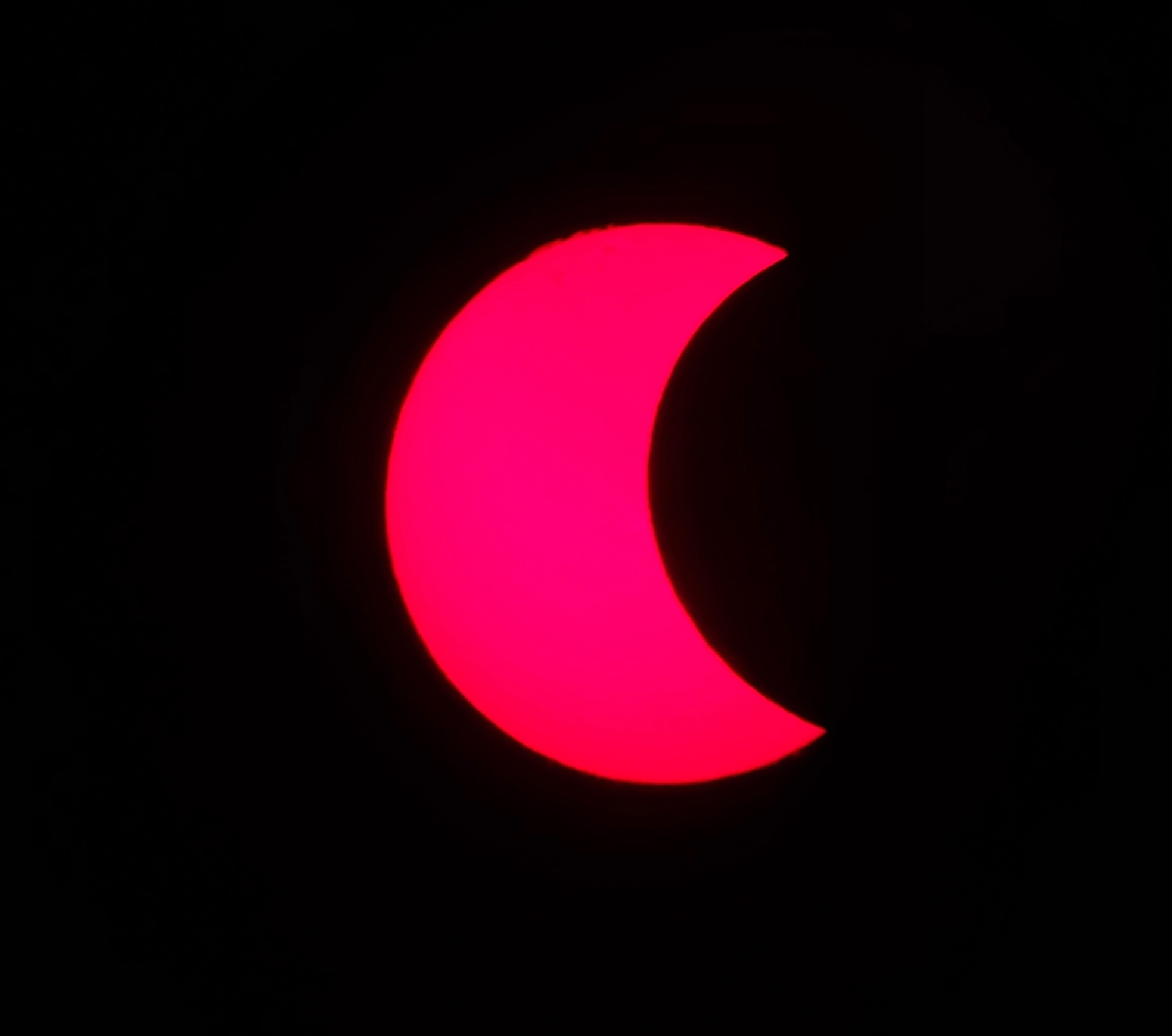
частное затмение в Уругвае

| Населённый пункт | Время UTC | Η     | Длительность |
| Остров Пасхи     | 19:07:17  | 66.9° | 5 м 48 с     |
| Пуэрто-Десеадо   | 20:29:06  | 20.1° | 3 м 40 с     |